# Mark Davies (Bischof, 1959)

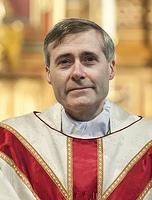
Bischof Mark Davies

Mark Davies (* 12. Mai 1959 in Manchester, Vereinigtes Königreich) ist ein britischer römisch-katholischer Geistlicher und Bischof von Shrewsbury.

## Leben
Mark Davies empfing am 11. Februar 1984 das Sakrament der Priesterweihe für das Bistum Salford.
Am 22. Dezember 2009 ernannte ihn Papst Benedikt XVI. zum Koadjutorbischof von Shrewsbury. Der Bischof von Shrewsbury, Brian Michael Noble, spendete ihm am 22. Februar 2010 die Bischofsweihe; Mitkonsekratoren waren der Erzbischof von Liverpool, Patrick Kelly, und der Bischof von Salford, Terence Brain. Am 1. Oktober 2010 wurde Mark Davies in Nachfolge von Brian Michael Noble, der aus Altersgründen zurücktrat, Bischof von Shrewsbury.